# Hanania Baer

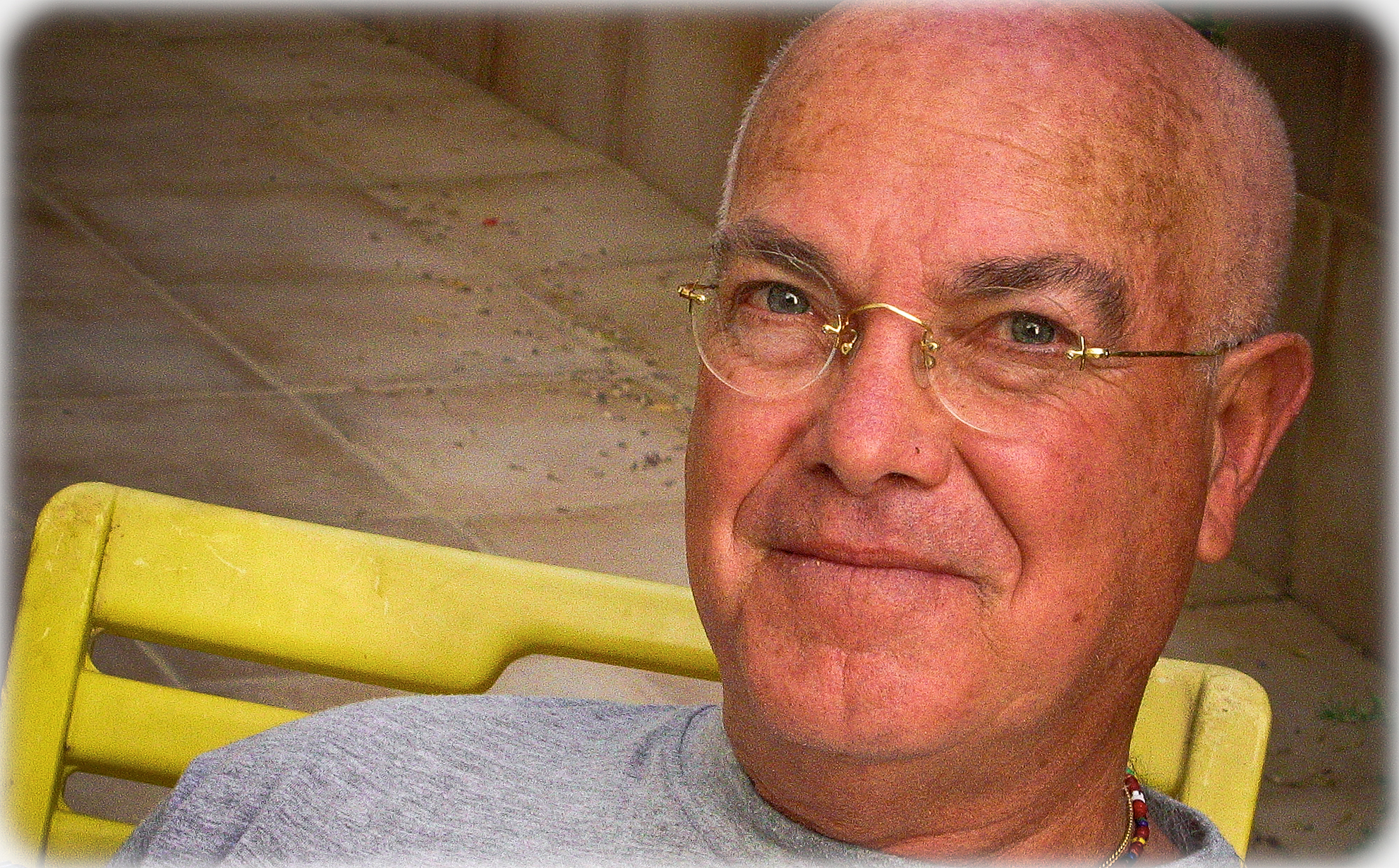
Hanania Baer (2011)

Hanania Baer (* 24. September 1943 in Jerusalem, Britisches Mandatsgebiet Palästina, heute Israel) ist ein israelischer Kameramann.

## Leben und Wirken
Baer hatte nach seinem mehrjährigen Militärdienst in Israel zu arbeiten begonnen, ehe er sich kurz nach dem Sechstagekrieg (1967) entschloss, nach London zu gehen, um sich an der dortigen London School of Film Technique zum Kameramann ausbilden zu lassen. Bereits im Jahr darauf war er als einfacher Kameramann an einem neunminütigen Kurzfilm (Sunday Saturnalia) beteiligt. Seit 1977 arbeitet er als Chefkameramann.
Seit Beginn seiner Karriere fotografierte Baer bevorzugt in den Vereinigten Staaten eine Fülle von B-Filmen (Dracula Sucks, Alligator, Revenge of the Ninja), vor allem actionhaltige Geschichten. Ab 1985 steht er aber auch regelmäßig bei den ambitionierten und sehr viel kontemplativeren Inszenierungen des Off-Hollywood-Regisseurs Henry Jaglom hinter der Kamera – eine Kooperation, die bis heute anhält.
Bei zwei Filmen – Kinoproduktionen der Jahre 1996 und 1997 – hat Baer auch Regie geführt. Seit 1979 betreut Hanania Baer auch eine beträchtliche Anzahl an Fernsehfilmproduktionen. Erwähnung verdient dabei vor allem der 1981 ausgestrahlte Film Die Welle.

## Auszeichnungen
Für seine Kameraarbeit an Andrea’s Story: A Hitchhiking Tragedy (aus der Reihe ABC Afterschool Specials) und But He Loves Me (aus der Reihe CBS Schoolbreak Special) wurde er 1984 respektive 1991 mit je einem Daytime Emmy ausgezeichnet. Eine weitere Emmy-Nominierung hatte er bereits 1982 für Daddy, I’m Their Mama Now (aus der Reihe ABC Afterschool Specials) erhalten.

## Filmografie (Auswahl)
- 1977: Massa alunkot
- 1978: Fyre
- 1978: Fantasia al noseh romanti
- 1979: Liebling, Du beißt so gut (Dracula Sucks)
- 1979: Up Yours – A Rockin’ Comedy
- 1980: Alligator
- 1981: Choices
- 1983: The Being
- 1983: Echoes
- 1983: Police Patrol – Die Chaotenstreife vom Nachtrevier (Night Patrol)
- 1983: Maria‘s Lovers
- 1983: Die Herrschaft der Ninja (Ninja III – The Domination)
- 1984: Breakin’
- 1984: Electric Boogaloo (Breakinʼ 2: Electric Boogaloo)
- 1984: American Fighter (American Ninja)
- 1985: Für immer und ewig (Always)
- 1985: Ein Tag für die Liebe – Someone to Love (Someone to Love)
- 1985: Bad Guys
- 1987: Der Mordanschlag (Assassination)
- 1987: Masters of the Universe
- 1987: Der Sex-König (The King of Love)
- 1987: Neujahr in New York (New Year’s Day)
- 1988: Sieben Stunden Angst (Seven Hours to Judgment)
- 1988: Elvira – Herrscherin der Dunkelheit (Elvira: Mistress of the Dark)
- 1988: Eating
- 1989: Höhenangst (Diving In)
- 1989: Venice/Venice
- 1991: Chaotisches Halloween (Ernest Scared Stupid)
- 1992: Streethunter (Rescue Me)
- 1992: Babyfever
- 1993: Heiße Nächte im Paradies (Dark Tide)
- 1993: Last Summer in the Hamptons
- 1994: Adventure Land (Storybook)
- 1994: Pleasure of Flesh (Inner Sanctum II)
- 1995: The Misery Brothers
- 1995: The Beast (Kurzfilm)
- 1996: Follow the Heart
- 1996: Lethal Games (Koregie)
- 1996: Déjà vu
- 1997: Bug Buster
- 1997: Win or Die (Regie)
- 1997: Chronika shel ahava
- 2001: Festival in Cannes
- 1999: Camino dos sonhos
- 2001: Going Shopping
- 2004: Eine Weihnachtsgeschichte nach Charles Dickens – Musical (A Christmas Carol)
- 2004: Hollywood Dreams
- 2005: Nuzhat al-Fuad (auch Koproduktion)
- 2009: Irene in Time
- 2010: Queen of the Lot
- 2010: Just 45 Minutes From Broadway